# أوسا دي مونتييل
بلدية أوسا دي مونتييل (بالإسبانية: Ossa de Montiel) هي بلدية تقع في مقاطعة البسيط التابعة لمنطقة كاستيا لا مانتشا وسط إسبانيا.

## الديموغرافيا
بلغ عدد سكان بلدية أوسا دي مونتييل 2.641 نسمة عام 2011 (وفقاً للمعهد الوطني الإسباني للإحصاء).
| 2.876 | 2.791 | 2.759 | 2.836 | 2.738 | 2.706 | 2.641 |

## أعلام
- خوسيه مورينو سانشيز